# Myrmecium bonaerense
Myrmecium bonaerense là một loài nhện trong họ Corinnidae.
Loài này thuộc chi Myrmecium. Myrmecium bonaerense được miêu tả năm 1881 bởi Holmberg.